# Ryszard Barczyński
Ryszard Jan Barczyński (ur. 24 czerwca 1957 w Gdańsku) – polski naukowiec, inżynier, specjalista z dziedziny fizyki ciała stałego i elektronicznych technik pomiarowych. Profesor Politechniki Gdańskiej w Katedrze Fizyki Ciała Stałego na Wydziale Fizyki Technicznej i Matematyki Stosowanej.

## Życiorys
W 1976 ukończył IV Liceum Ogólnokształcące im. Tadeusza Kościuszki w Toruniu. Tytuł zawodowy magistra inżyniera uzyskał w 1981 w Instytucie Fizyki na Politechnice Gdańskiej. Po ukończeniu studiów podjął pracę na Politechnice Gdańskiej, od 2012 roku pełni funkcję prodziekana ds. Pracy i rozwoju na Wydziale Fizyki Technicznej i Matematyki Stosowanej.
W 1990 uzyskał doktorat, a w 2007 habilitację na Wydziale Fizyki Technicznej i Matematyki Stosowanej. W 2014 roku otrzymał tytuł profesora nadzwyczajnego. Odbył staże na Uniwersytecie w Camerino (Włochy) oraz Uniwersytecie w Patras (Grecja). Autor ponad 100 publikacji na temat fizyki ciała stałego, nanotechnologii oraz inżynierii materiałowej.
Aktywny popularyzator fizyki i nauk technicznych, organizator licznych imprez popularnonaukowych, w tym wykładów dla Polskiego Towarzystwa Fizycznego, Akademii 30+, Bałtyckiego Festiwalu Nauki oraz Pomorskiego Festiwalu Nauki. Był w Okręgowym Komitecie Organizacyjnym Olimpiady Fizycznej. Pełnił funkcję wydziałowego koordynatora festiwali nauki, obecnie pełni funkcję koordynatora ogólnouczelnianego. Przez wiele lat opiekował się studenckim kołem naukowym.
Jest autorem wielu opracowań i projektów, dla takich firm jak: Microsytem (Gdańsk), InfoService (Gdańsk), KiB Communications (Gdynia), SWiS ExE (Gdańsk), Crosscom (oddział polski firmy amerykańskiej) oraz KiG (Tczew). Członek Polskiego Towarzystwa Fizycznego oraz Polskiego Towarzystwa Symulacji Komputerowych.

## Odznaczenia
- Srebrny Krzyż Zasługi (1998)
- Medal Komisji Edukacji Narodowej   (2008)
- Medal Heweliusza (2011)
- Medal im. Profesora Ignacego Adamczewskiego (2015)[3]

## Nagrody i wyróżnienia
- Nagroda Rektora PG za działalność naukowo-badawczą w roku 1988 (1989)
- Nagroda Rektora PG Indywidualna II stopnia za działalność dydaktyczną w roku 1996/1997 (1997)
- Nagroda Rektora PG Indywidualna III stopnia za działalność dydaktyczną w roku 1997/1998 (1998)
- Nagroda Rektora PG Zespołowa I stopnia za działalność naukową w roku 1998 (1999)
- Nagroda Rektora PG Zespołowa I stopnia za działalność naukową w roku 2000 (2001)
- Nagroda Rektora PG Indywidualna II stopnia za działalność dydaktyczną w roku 2000/2001 (2001)
- Nagroda Rektora PG Zespołowa I stopnia za działalność naukową w roku 2001 (2002)
- Nagroda Rektora PG Zespołowa I stopnia za działalność naukową w roku 2003 (2004)
- Nagroda Rektora PG Zespołowa I stopnia za działalność dydaktyczną w roku 2003/2004 (2004)
- Dyplom Wyróżnienia JM Rektora PG dla opiekuna Koła Naukowego Studentów Fizyki (2006)
- Nagroda Rektora PG Indywidualna III stopnia za działalność dydaktyczną w roku 2006 (2007)
- Nagroda Rektora PG Indywidualna II stopnia za działalność dydaktyczną w roku 2007 (2008)
- Nagroda Gdańskiego Oddziału Polskiego Towarzystwa Fizycznego za działalność popularyzatorską (2008)
- Nagroda zespołowa za zajęcie I miejsca w konkursie na opracowanie stałych ekspozycji „Energia” oraz „Niebo i Słońce” dla Centrum Hewelianum w Gdańsku (2008)
- Nagroda Rektora PG Indywidualna II stopnia za działalność dydaktyczną w roku 2008 (2009)
- Nagroda Rektora PG Indywidualna III stopnia za działalność naukową w roku 2009 (2010)
- Nagroda Rektora PG Indywidualna III stopnia za działalność organizacyjną w roku 2009 (2010)
- Nagroda Rektora PG Indywidualna II stopnia za działalność organizacyjną w roku 2010 (2011)
- Nagroda Rektora PG Indywidualna II stopnia za działalność organizacyjną w roku 2011 (2012)

Źródło:.